# KN-23
KN-23、正式名称火星11A （《화성-11가》 Hwasong-11Ga） (火星11改良型) とは、北朝鮮の固体燃料式戦術弾道ミサイルである。

## 設計

### 初期型
KN-23の外観はロシアのイスカンデルMおよび韓国の玄武2B短距離弾道ミサイルに類似しており、38ノースでは「イスカンデルMを土台に開発された」と推定しているが、それらと比較してケーブル・レースウェイが細長いこと、ジェットベーン・アクチュエータの形状が異なること、イスカンデルMには設置されている9B899デコイ弾の射出孔がなく、底面が滑らかなことによって外観上区別される。
KN-23はイスカンデルMと同様に準弾道軌道を飛行するミサイルであり、十分な濃度の大気が存在する高度50km付近で比較的平坦な軌道を取りながら、操舵翼を動作させて飛行中に進路を変更することもできる。重量500kgの弾頭を装着した場合の射程距離は450kmであり、韓国全土を射程範囲に収めているが、より軽量な弾頭を装着することによって射程を690kmまで延伸することも可能とされている。弾頭は通常の単一弾頭の他、クラスター爆弾弾頭、核弾頭を搭載できると考えられている。弾頭は分離せず、ロケットモーターと弾頭が一体のまま目標へ突入する。ミサイルの着弾精度を示す平均誤差半径（CEP）は衛星誘導を併用した場合で100m、慣性航法装置のみを使用した場合は200mとされる。発射には移動可能な8×8輪の輸送起立発射機（TEL）が用いられる。
外見こそイスカンデルMに類似するKN-23であるが、直径は1.1mと推定されており、これはイスカンデルMより大きい。この差異はKN-23が北朝鮮の潜水艦発射弾道ミサイルの1つである北極星1号（KN-11）と同一の固体ロケットモーターを使用しているためであると考えられている。1段式である点も共通であるが、ロケットモーターの全長は北極星1号より多少長くとられている。このことから、KN-23のロケットモーターはイスカンデルMのそれとは構造が大きく異なっており、それ故にTELもイスカンデルMのそれとは異なるものが使用されている。
KN-23は、北朝鮮が従来保有してきた液体燃料式ミサイルである火星5及び火星6を置き換える可能性が高い。固体燃料式であり発射準備に時間を要しないこと、移動可能であることから、交戦国が発射を事前に探知しミサイルを破壊することがより難しくなると考えられる。また、発射後は低空を飛行しつつ複雑な軌道（特に終末段階でのプルアップ機動）をとり、短時間で飛来することから、従来のミサイル防衛システムによる探知・迎撃は困難とされる。攻撃側としては、高い着弾精度を活かして従来よりも少ない数のミサイルで目標を破壊することが可能となる。ただし、後述するように実戦使用において着弾精度の悪さが露呈しているほか、ミサイル防衛システムにより迎撃された事例も存在している。
KN-23に関する朝鮮中央通信の報道は、専ら軍への配備過程に焦点が当てられており、開発過程に関する報道はほとんどなされていない。このことから、KN-23の開発に部品供給など何らかの形で外国勢力が関与していた可能性が示唆されている。また、KN-23よりも後に登場したKN-24が「主体弾」と呼ばれているのに対し、KN-23に対しては「主体弾」の呼称が用いられていない。報道において配備過程や戦闘準備の側面ばかりが強調されていることに関しては、火星10（ムスダン）のように配備後しばらく実験が行われていなかったことを反映している可能性もある。
ただし、前述のとおりイスカンデルMとKN-23の間には随所に大きな差異が存在している。
KN-23の弾頭はスカッドBやイスカンデルMと比較して大型化されており、最大1,500kgの高性能炸薬を充填するのに十分なスペースがあると考えられている。参考までに、スカッドBの炸薬搭載量は700kg、イスカンデルMのそれは800kgである。

### 拡大型

KN-23拡大型のイラスト

2021年1月14日に行われた軍事パレードにて初めて存在が確認された。この拡大型は全長9.8mと推定され、ロケットモーターに追加のセグメントがあると考えられている。また、TELも10×10輪のものが採用され、従来型の8×8輪のものと比して大型化している。
なお、ノーズコーンの形状はKN-24のそれと類似している。

### 潜水艦発射型
2021年10月19日、北朝鮮はKN-23を新浦級潜水艦から潜水艦発射弾道ミサイル（SLBM）として発射する実験を行った。発射されたミサイルは590km飛行し、高度は60kmに達した。水中発射にはコールド・ローンチ方式が採用されており、ガス発生器が追加されている。
KN-23潜水艦発射型は北極星1号など従来北朝鮮が開発してきたSLBMと異なり、基本型のKN-23と同じく変則的な軌道を飛行するため、ミサイル防衛システムへの回避能力が向上している。しかし、北極星1号などと比べて射程が短いため、KN-23潜水艦発射型を搭載した母艦は発射時に攻撃目標へ接近する必要があり、母艦が発射前に探知・破壊される危険性が高くなっている。また、KN-23潜水艦発射型の発射実験が行われた時期が、韓国がやはりイスカンデルMと外観が類似する玄武ミサイルの潜水艦発射型である玄武4-4の発射実験を行った数週間後であることから、KN-23潜水艦発射型は実用兵器としてよりも政治的宣伝のために開発された可能性が指摘されている。
2022年5月7日、KN-23潜水艦発射型と推定されているSLBMの発射実験が行われた。このミサイルは600km飛行し、高度は60kmに達した。
2022年9月25日には、内陸部にある貯水池に設けられた発射サイロからKN-23を発射する実験が行われた。公表された写真を見る限り、従来確認されてきた潜水艦発射型と同様、水中から発射されたとみられている。発射サイロはポンツーンに設けられたと推定されているが、このような発射方法を実戦使用する目的で開発したのか、あらゆる方法で発射できることを誇示して韓国の先制攻撃戦略を抑止する目的で行ったデモンストレーションであるのかは定かではない。

### 縮小型
2022年4月16日に発射実験が行われた新型短距離弾道ミサイルはKN-23の縮小型であると推定されている。このミサイルは4個の長方形キャニスターを搭載した移動式発射台より発射される。
実験では2発のミサイルが発射され、いずれも最高速度マッハ4で110km飛行し、高度は25kmに達した。
このミサイルは従来北朝鮮が保有してきたトーチカ戦術弾道ミサイルの派生型であるKN-02に近い射程距離を有しており、韓国が保有する同級の戦術弾道ミサイルであるKTSSMと対になる可能性がある。また、この実験の際に出された声明において北朝鮮は、KN-23縮小型に戦術核弾頭を搭載する可能性を示唆している。
仮にKN-23縮小型に小型・軽量の戦術核弾頭が搭載された場合、KN-23の有する高い機動性によりミサイル防衛システムを突破し、短距離目標に対する重大な脅威となる可能性が高い。
2024年8月5日、北朝鮮はKN-23縮小型の移動式発射台250台を「国境第1線部隊」に引き渡したと朝鮮中央通信を通じて発表した。また、射程については少なくとも240kmまで延伸されたことが確認されている。

## 歴史
北朝鮮がKN-23の存在を初めて公表したのは2018年2月8日の軍事パレードにおいてのことである。最初の発射実験は2019年5月4日に元山付近で行われ、発射されたミサイルは240kmを飛行し高度60kmに達した。ただし、この実験に際して北朝鮮が公表した映像には明らかな編集操作がなされていた。5日後に再び発射実験が行われた。亀城付近から2発が発射され、1発は420km、もう1発は270kmを飛行し、いずれも高度50kmに達した。その後同月17日までに、在韓米軍はこのミサイルに「KN-23」のコードネームを付番した。2019年7月25日に行われた3回目の発射実験では、発射されたミサイルのうち1発がこれまでで最も長い690kmを飛行し、もう1発は430kmを飛行し日本海に着水した。飛行高度はいずれも50kmであった。2019年8月6日に行われた4回目の発射実験では、北朝鮮西岸から発射されたミサイルが平壌都市圏の上空37kmを通過し、450km飛行した。
また北朝鮮の発表によると、2022年1月27日に行われたKN-23TEL搭載型2発の発射実験では、曳火攻撃に用いられる空中炸裂型通常弾頭の性能確認を行ったとしている。 発射されたミサイルは190km飛行したが、この際ディプレスト軌道と呼ばれる通常よりも高度が低く（KN-23の場合、通常の飛行高度は37kmから60kmの間であるが、今回の飛行高度は最大でも20kmであった）探知困難な軌道をとったことがわかっており、このことはミサイル防衛システムが飛来するミサイルに対処できる時間が従来より短くなることを意味している。以上の事実を総合すると、KN-23の開発は実戦使用が可能な段階まで進んでいることが示唆されている。

### 拡大型
2021年3月25日に行われた発射実験では2発のKN-23拡大型が発射され、KN-23拡大型の存在が初めて公表された。KN-23拡大型は通常型のそれよりも円錐形に近い形状のノーズコーンを有していることで、通常型と識別される。北朝鮮はこの発射実験について、発射されたミサイルは2,500kgの弾頭を搭載した状態で600kmを飛行したと主張しているが、日本及び韓国の国防当局による初期分析では最大高度60kmで420kmから450kmしか飛行しておらず、弾頭重量に関しては誇張の疑いが強いと結論付けられた。弾頭重量を巡っては、韓国の玄武4ミサイルが2,000kgの弾頭を搭載していることが知られていることから、北朝鮮はKN-23拡大型がさらに重い2,500kgの弾頭を搭載していると主張することにより（事実、KN-23拡大型について北朝鮮は「世界最大の弾頭重量を有するミサイル」であると宣言している）、敵国のミサイル技術の進歩に歩調を合わせているとするプロパガンダを行っている可能性が高い。しかし翌月、韓国の徐旭国防部長官は射程距離に関する分析を修正し、北朝鮮の主張通り600km飛行していたと発言した。このような食い違いが起きた原因について徐旭国防部長官は、「地球の湾曲によって生じたレーダーの死角によるもの」とした。
射程距離が600kmあると判明したことで、KN-23拡大型は韓国のほぼ全土を射程範囲に収めることとなったほか、北朝鮮が主張する弾頭重量が事実であれば、KN-23拡大型は強力なバンカーバスターとして用いられる可能性が高い。ただ、国連安全保障理事会のメンバー国の中には、北朝鮮が弾頭重量だと主張する「2,500kg」は、実は燃焼終了後のミサイルの総重量ではないかと疑う向きもある。

### 鉄道発射型
2021年9月15日、陽徳郡から2発のミサイルが発射された。このミサイルはいずれも800kmを飛行し、高度は60kmに達した。発射されたミサイルはKN-23基本型と推定されたが、800kmという数字はこれまでのKN-23の発射実験の中では最も長い飛行距離であり、同年初頭に実験が行われた拡大型よりも長距離を飛行した。射程距離が増大した理由としては複数考えられており、過去の実験では意図的に射程を抑えていたか、今回の実験に際して弾頭重量を軽くした、もしくは性能が改善した可能性があるとされている。
興味深いことに、この発射実験においてKN-23を発射したのは通常の道路上を移動するTELではなく、鉄道車両に搭載されたTELであった。鉄道車両搭載型TELは一般の道路移動型KN-23用TELと同様、2発のミサイルを互い違いに並べておくことができる仕様であった。
短距離弾道ミサイルにおいて鉄道発射型が採用されることは異例である。これは、短距離弾道ミサイルにおいてはそれを搭載するTELが比較的小型であるため、道路移動型が道路網などを広く利用して移動・待避することにより生残率を上げることができるのに対し、鉄道発射型では移動範囲が鉄道網に限られ、道路移動型と比べて生残率向上効果が限定的なためである。
KN-23鉄道発射型の開発目的としては、鉄道車両の改造によって少ない道路移動型TELの数を補うためであるという推測と、鉄道発射型ミサイルというコンセプトを大陸間弾道ミサイル（ICBM）に適応するための実験であるとする推測がある。ICBMを搭載した道路移動型TELは大型であり利用できる道路網が限られることから、鉄道発射型ICBMの方が生残率を向上させることができる。特に、北朝鮮のICBMはほとんどが液体燃料式であるため、鉄道発射型の利点が大きい。
2022年1月14日、再度KN-23鉄道発射型の発射実験が行われた。この実験では義州郡より2発のミサイルが発射され、430kmを飛行した。翌15日、実験時の写真が朝鮮中央通信を通じて公表された。

### 実戦使用
KN-23はロシアのウクライナ侵攻において初めて実戦投入された可能性が高い。アメリカ政府が機密解除した情報によると、2023年10月に北朝鮮からロシアへ複数（詳細な数は不明）の弾道ミサイルが引き渡された。
その後2023年12月30日、ロシア連邦軍はウクライナへのミサイル攻撃を行ったが、この際着弾地点から発見された破片に、KN-23あるいはKN-24に特徴的な部品が含まれていたと報告されている。報告によると、ミサイルに取り付けられていた気圧計にチョソングルが書かれていたほか、 各種の部品に北朝鮮国内の工場名と思しき刻印がなされていた。
イギリスに本部を置く紛争兵器研究所の調査によると、ハルキウへの攻撃に用いられたKN-23の誘導制御装置の部品のうち、75%がアメリカ製の部品をベースとしたものであった。また、ハルキウ地方検察庁が発表した調査の中間報告によると、KN-23と思しきミサイルの部品にはソ連・ロシア製のミサイルの特徴である詳細な刻印や製造担当者の署名がないこと、配線が電線管の中でむき出しの状態となっており、イスカンデルMでは施されている電子戦への防護がなされていないことが明らかになっている。報告ではミサイルの種類の断定を避けており、ロシア製イスカンデルMの戦時設計版などの可能性も示唆しているが、状況証拠を総合するとKN-23である可能性が最も高いとしている。また、使用されている290の部品の出所を分析したところ、75％は米国企業が設計、売却していたものと判明した。
なお、2024年2月16日までにウクライナ側がまとめたデータによると、ロシア軍は北朝鮮から提供されたKN-23及びKN-24を計24発使用しているが、いずれも精度が低いと報告されている。精度が低い要因の1つとして、日本製や欧州製を装った模倣品の部品がKN-23及びKN-24に使われていることが関係しているのではないかと指摘されている。
その後、同年7月31日ごろよりロシア軍によるKN-23の使用が再開されたと考えられており、ウクライナ空軍司令部による集計では同年8月6日から26日にかけて24発のKN-23とみられるミサイルの飛来が報告されている。なお、2次投入においても引き続き精度の低さが露呈しており、またKN-23の2次投入開始と同時期にイスカンデルMの戦術運用の報告が増加したことから、ロシア軍は前線の戦術目標への精密攻撃にイスカンデルMを、後方の戦略目標（都市攻撃など）への攻撃にKN-23を使用するようにしている可能性が示唆されている。ウクライナ空軍司令官（当時）のミコラ・オレシチュクは2024年8月11日、自身のFacebook上でKN-23について、精度の低さから一般市民に深刻な脅威を与えていると述べている。

## 各型
火星11A
基本型、外観がイスカンデルMに類似。
火星11C
拡大型、弾頭重量を2.5tに拡大したと北朝鮮は主張。
火星11D
縮小型、射程距離が短縮。
火星11S
潜水艦発射型。